# Lijst van voetbalinterlands Argentinië - Guatemala (vrouwen)
Deze lijst van voetbalinterlands is een overzicht van alle officiële voetbalinterlands tussen de nationale vrouwenteams van Argentinië en Guatemala. De landen hebben tot nu toe één keer tegen elkaar gespeeld. 

## Wedstrijden
| № | Plaats         | Datum       | Competitie        | Wedstrijd              | Uitslag |
| - | -------------- | ----------- | ----------------- | ---------------------- | ------- |
| 1 | Guatemala-Stad | 28 mei 2000 | Vriendschappelijk | Guatemala − Argentinië | 0 − 5   |

## Samenvatting
| Competitie   | Totaal gespeeld | Winst Argentinië | Gelijk | Winst Guatemala | Doelsaldo Argentinië – Guatemala |
| ------------ | --------------- | ---------------- | ------ | --------------- | -------------------------------- |
| WK-eindronde | 1               | 1                | 0      | 0               | 5 − 0                            |
| Totaal       | 1               | 1                | 0      | 0               | 5 − 0                            |